# لين فيليبس
لين فيليبس (بالإنجليزية: Len Phillips)‏ (11 سبتمبر 1922 في المملكة المتحدة - 9 ديسمبر 2011 ببورتسموث في المملكة المتحدة) هو لاعب كرة قدم بريطاني (وحمل سابقاً جنسية المملكة المتحدة لبريطانيا العظمى وأيرلندا) في مركز مهاجم داخلي. شارك مع منتخب إنجلترا لكرة القدم. أما مع النوادي، فقد لعب مع نادي بورتسموث ونادي تشيلمسفورد ورامزغيت ‏ ونادي باث سيتي ونادي بول تاون.

## وصلات خارجية
- لين فيليبس على موقع قاعدة بيانات كرة القدم.إي يو (الإنجليزية)
- لين فيليبس على موقع ناشيونال فوتبول تيمز (الإنجليزية)